# Dorot
Dorot (hebreiska: דורות) är en kibbutz i Israel.   Den ligger i distriktet Södra distriktet, i den centrala delen av landet. Dorot ligger 115 meter över havet och antalet invånare är 454.
Terrängen runt Dorot är platt. Runt Dorot är det ganska glesbefolkat, med 42 invånare per kvadratkilometer. Närmaste större samhälle är Ashqelon, 19,3 km norr om Dorot. Trakten runt Dorot består till största delen av jordbruksmark.